# Hôtel d'Anlezy
L'hôtel d'Anlezy est un hôtel particulier situé à Paris en France.

## Localisation
Il est situé au no 46 de la rue de Bourgogne, dans le 7e arrondissement de Paris.

## Historique

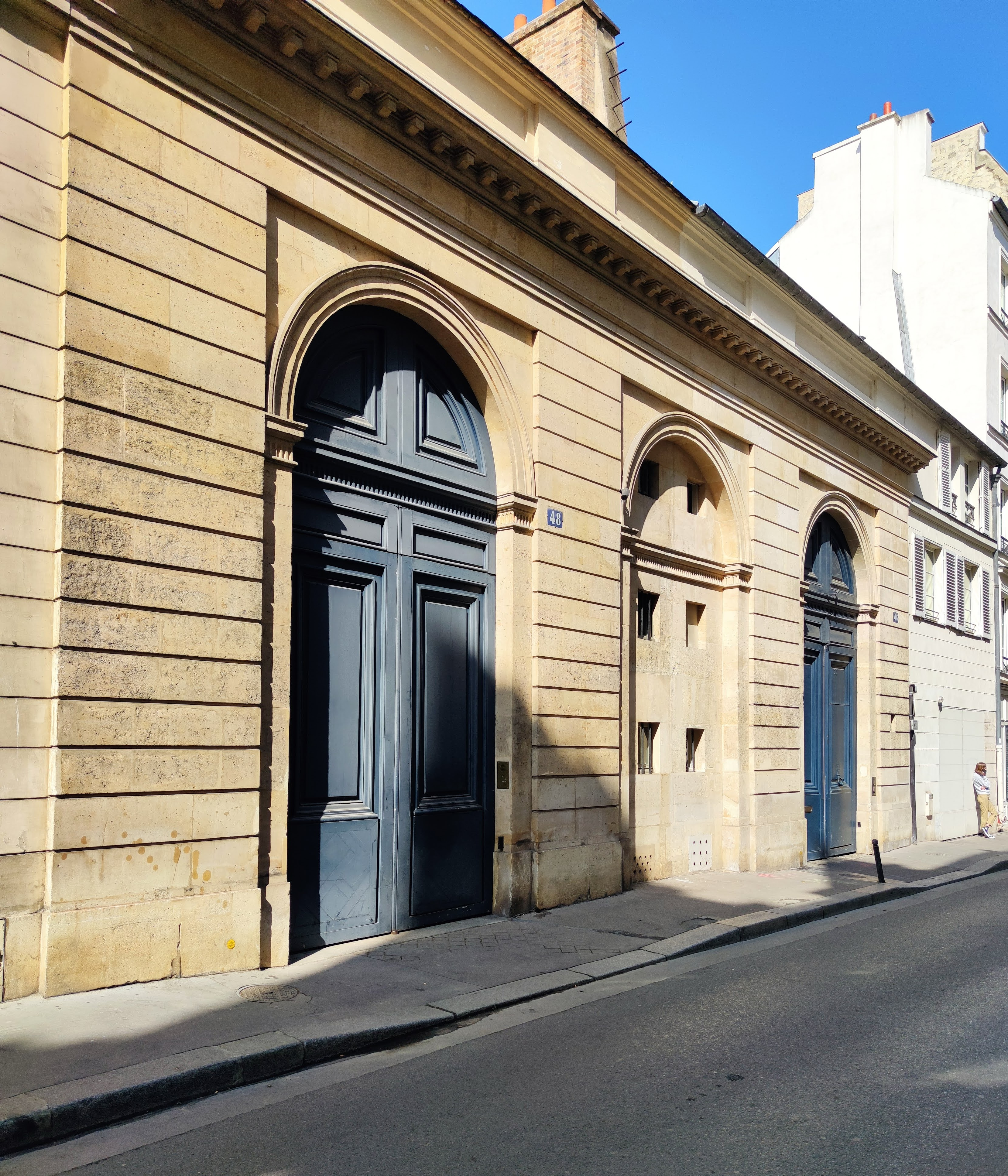
Nos 46-48 rue de Bourgogne.

Cet hôtel particulier a été construit en 1775 par l’architecte Guillaume Trepsat pour le compte de l'entrepreneur Jean-Mathias Pasquier. Il est le jumeau de son voisin situé au no 48, l'hôtel de Praslin.
Il doit son nom au comte d'Anzely, appartenant à une branche de la famille de Damas, son premier propriétaire.
L'hôtel est saisi sous la Révolution française, il fut vendu par l'administration centrale du département de la Seine le 17 pluviôse an VII, au profit des trois frères Trabuchy et de l'ex-conventionnel Nicolas-Marie Quinette. Il le revendit le 16 avril 1808 au général comte Nicolas Charles Oudinot. L'hôtel passa ensuite à son fils, le général Nicolas Oudinot (1791-1863), 2e duc de Reggio.
Le 18 juin 1908, on y inaugure le Laboratoire central d'État pour la répression des fraudes, qui occupe alors l'entièreté du bâtiment.

## Description
Cet hôtel est construit au départ comme le symétrique, en façade et en plan, de son voisin situé au no 48. Cependant, les façades sur leurs jardins respectifs ne sont pas les mêmes.
Le corps central est posé sur un étage de services, on y accède par un escalier que l'on trouve sur le côté droit.
La façade sur le jardin est dotée d'une partie centrale, rythmée de quatre pilastres d'ordre ionique. De chaque côté, on a une travée de fenêtres dont le mur est traité avec un bossage à lignes de refend. Un escalier monumental permet de descendre dans le jardin,.

## Parties protégées
Les parties suivantes de l'édifice ont été inscrites monument historique :
- Les façades sur cour et sur jardin (inscription par arrêté du 29 mars 1926)[1].